# Firman Utina
Firman Utina (Manado, 15 dicembre 1981) è un calciatore indonesiano, centrocampista del Bhayangkara Surabaya United.

## Caratteristiche tecniche
Trequartista, può giocare anche come centrocampista centrale.

## Carriera

### Club
Comincia a giocare al Persma Manado. Nel 1999 si è trasferito al Persita Tangerang. Nel 2005 passa all'Arema Malang. Nel 2007 torna al Persita Tangerang. Nel 2008 viene acquistato dal Pelita Jaya. Nel gennaio del 2010 si trasferisce al Persija. Nell'estate 2010 passa allo Sriwijaya. Nel 2013 si trasferisce al Persib. Nel 2016 torna allo Sriwijaya. Nel 2017 viene acquistato dal Bhayangkara Surabaya United.

### Nazionale
Ha debuttato in nazionale nel 2001. Ha messo a segno la sua prima rete con la maglia della Nazionale il 13 novembre 2008, nell'amichevole Bangladesh-Indonesia (0-2), in cui ha siglato la rete del momentaneo 0-1. Ha messo a segno la sua prima doppietta con la maglia della Nazionale il 4 dicembre 2010, in Indonesia-Laos (6-0), in cui ha segnato la rete del momentaneo 1-0, trasformando un calcio di rigore, e la rete del momentaneo 3-0. Ha partecipato, con la nazionale, alla Coppa d'Asia 2007. Ha collezionato in totale, con la maglia della Nazionale, 69 presenze e 5 reti.

## Palmarès

### Club

#### Competizioni nazionali
- Campionato indonesiano: 1

Persib: 2013-2014

### Individuale
- Miglior giocatore della Coppa d'Indonesia: 1

2005